# Centroptilum rubidum
Centroptilum rubidum is een haft uit de familie Baetidae. De wetenschappelijke naam van de soort is voor het eerst geldig gepubliceerd in 1950 door Kimmins.
De soort komt voor in het Palearctisch gebied.